# Greg Camp
Greg Camp (ur. 2 kwietnia 1967 w West Covina, Kalifornia, USA) – amerykański muzyk. Najbardziej znany z występów w zespole Smash Mouth w roli gitarzysty, tylnego wokalisty, autora tekstów. Napisał największe hity tego zespołu, m.in. "All Star" i "Then The Morning Comes". Opuścił zespół w lipcu 2008 z powodu chęci skupienia się na innych projektach muzycznych, w tym na pracy solowej.
Wzorami inspiracjami muzycznymi są dla niego KISS i Van Halen. W wywiadach szczerze przyznaje, że czyta przynajmniej część każdego maila, jakiego zespół dostaje na swój oficjalny adres mailowy. Osobiście twierdzi, że nie ma nic przeciwko ściąganiu muzyki przez Internet, co jest okradaniem artysty i przyznaje, że i on pozyskuje swoją ulubioną muzykę w ten sposób.
Pod koniec 2008 wydał swój debiutancki solowy album Defektor.